# Franz Pichler (Ingenieur)

Franz Pichler

Franz Pichler (* 18. Februar 1866 in Weiz; † 28. August 1919 ebenda) war ein österreichischer Ingenieur und Erfinder. Er gilt in Österreich als einer der Pioniere der Elektrotechnik.

## Leben
Der Sohn eines Mühlenbesitzers studierte fünf Jahre lang an der Technischen Universität Graz, wo er 1889 abschloss. Zunächst versagten die Behörden Pichler die Betriebsgenehmigung für seine 80-kW-Wasserkraftanlage am Weizbach, die er 1891 konstruiert hatte, da sie sein Diplom im Fach Maschinenbau nicht als ausreichenden Befähigungsnachweis anerkannten. Erst am 20. Februar 1892 erteilte das Handelsministerium seine Zustimmung und Pichler erhielt im selben Jahr die Konzession zur gewerbsmäßigen Erzeugung von elektrischen Maschinen und Fremdanlagen. Er gründete noch im gleichen Jahr die „Weizer Elektrizitätswerke F. Pichler & Co.“. Pichler entwickelte gemeinsam mit einem befreundeten Uhrmacher auch eine Reihe von Messinstrumenten und Transformatoren. In dieser Zeit wurden bereits Vernickelungsdynamos und Gleichstrom-Nebenschlussdynamos in der ersten Werkstätte erzeugt. Aus diesen Anfängen entstand später der Industriekonzern ELIN, der nach mehreren Übernahmen Bestandteil des Siemens-Konzerns (Bereich Transformatoren) sowie der Andritz AG (Generatoren) geworden ist.
Von 1909 bis 1911 errichtete Pichler in der Raabklamm das erste Hochdruckwerk mit Tages-Akkumulierung in Österreich, das eine Leistung von 1000 kW erreichte, sowie weitere Werke in der Steiermark, in Niederösterreich, Vorarlberg und Kroatien.
Er konstruierte eines der ersten Zweiphasenwechselstromkraftwerke der k.u.k.-Monarchie und meldete zahlreiche Erfindungen als Patent an, wie zum Beispiel die Erfindung der Kühlrippe, die u. a. in Motoren der effizienteren Abführung von Wärme dient.
Franz Pichler erlag am 28. August 1919 in Weiz einem Herzinfarkt.